# Jan Grau i Martí
Jan Grau i Martí (Terrassa, 17 de desembre de 1956) és un activista cultural català i expert en patrimoni festiu.
La seva trajectòria laboral es desenvolupà a l'Ajuntament de Terrassa i a la Direcció General de Cultura Popular i Associacionisme Cultural (1988-2021), en ambdós casos com a tècnic de Cultura.
Grau ha alternat sempre l’activitat professional amb l’activisme de base. En els anys de la Transició, participà de la renovació de la Festa Major de Terra i l’efervescència associativa de la ciutat. Entre altres iniciatives, va promoure la constitució de la colla de Geganters de Terrassa, va participar en la creació del Grup del Drac de Terrassa i formà part del grup de persones que va constituir els Minyons de Terrassa, de manera que en va esdevenir el sots-cap de colla. Més endavant també va participar en els Castellers de Terrassa.
Des de 1988, quan Josep Maria Gol n’és elegit president, Jan Grau col·labora amb l'Agrupació de Colles Geganteres de Catalunya. També en l’àmbit nacional, participa en els actes de commemoració del centenari de Joan Amades (1989-90) i, cinc anys més tard, en la creació de l’Associació Cultural Joan Amades (1995), on assumeix la direcció de la Biblioteca Joan Amades.
Grau difon la cultura popular catalana a ràdio, premsa i televisió des de 1980. Destaquen les col·laboracions escrites de la revista Gegants, de l’Agrupació de Colles Geganteres de Catalunya, i el programa Víbria, que entre 1989 i 1994 emet 179 capítols al Canal 33. També ha col·laborat amb altres mitjans genèrics com ara Catalunya Ràdio, COM Ràdio, Ona Ràdio o El Periódico. El gruix de les seves publicacions i intervencions ha estat dedicat a imatgeria festiva. En paral·lel, Grau ha desenvolupat una intensa tasca investigadora, que l'ha dut a publicar articles i llibres diversos.

## Llibres publicats[4]
- Més d’un segle de gegants a Terrassa (1984)
- Ball de gegants (1990)
- Fabulari Amades (1995)
- La Nit de Sant Joan (1995)
- Gegants (1996)
- Els Gegants del Pi (1998)
- Artesania de la festa: constructors d’instruments musicals i creadors de figures festives (1999), en coautoria amb Lluís Puig i Gordi
- El cabàs dels micacos: llegendes de Badalona (2001)
- Gegants. Sis-cents anys de festa i tradició (2022), en coautoria amb Carles Freixes.[5]

## Premis i reconeixements
- 2019 - Premi Best de l'Agrupació de Bestiari Festiu de Catalunya, per la trajectòria vital
- 2022 - Premi Antoni Carné de l'Associacionisme Cultural Català, en reconeixement de la seva trajectòria associativa[1]
- 2023 - Premi Joan Amades, per la trajectòria vital